# 百日天下

フランス帝国
Empire français (フランス語)

国歌: Chant du Départ（フランス語）
門出の歌

百日天下（ひゃくにちてんか、フランス語: Cent-Jours, 英語: Hundred Days）は、ひとたびヨーロッパ諸国との戦争に敗れてフランス皇帝から退位したナポレオン1世が、1815年3月1日に帰国して帝位を取り戻し大陸軍（グランダルメ）を再建した後に、ワーテルロー会戦に敗れて再びその地位を追われるまでの、およそ100日間の一時的支配のことを言う。
またこの故事が転じて、百日天下は短期間の政権の喩えとしても使われる。

## 経過
1814年、ナポレオンは第六次対仏大同盟諸国との戦争に敗れ、フォンテーヌブロー条約を結んで、フランスの帝位を追われてエルバ島へ引退することになった。戦勝各国はウィーン会議を開催して戦後体制について検討したが、利害が絡んで遅々として進展しなかった。フランスではルイ18世が即位してブルボン王朝による王政復古がなされたが、その政治は国民の不満を買っていた。
こうした状況の隙を突いて、1815年2月26日、ナポレオンはエルバ島をブリッグInconstantで脱出する。3月1日にカンヌとアンティーブの間にあるジュワン湾近郊に上陸した。王党派の強いローヌ渓谷を避けてドーフィネ地方をパリへ向けて進軍した。ナポレオンはルイ18世が差し向けた討伐軍の前に立ちふさがり、「兵士諸君！諸君らの皇帝はここにいる！さあ撃て！」と叫んだという。シャルル・ド・ラベドワイエールの連隊もナポレオンを出迎えた。ナポレオンを鉄の檻に入れて連れて帰ると豪語したミシェル・ネイも帰順するなど討伐軍は寝返り、プロヴァンスを除いてさしたる抵抗もないまま、ルイ18世は逃亡。3月20日、ナポレオンはパリに入城し、再び帝位に就いた。
3月21日、ナポレオンは組閣を実施し、ルイ＝ニコラ・ダヴーが陸軍大臣、ジョゼフ・フーシェが警察大臣、ラザール・カルノーが内務大臣に任じられた。
4月10日、帝政への裏切り者の追放が行われ、マルモン、オージュロー、ベルティエ、ヴィクトルが追放され元帥のリストから抹消された。
4月22日、ナポレオンは民衆の選べる議員数を300名から629名に増やし、過半数とするなど憲法を修正し、6月1日に帝国憲法付加法を成立させて、名目上の自由帝政を開始したが、これは彼の支配体制が脆弱になって自由主義者の協力を必要としたからに他ならなかった。
5月9日、ルイ18世と王党派に対して、国家反逆者としての処分を定めた法が制定された。
ナポレオンは、貴族院には自分の支持者だけを任命、代議院には、中産階級出身の自由主義者が圧倒的多数を占めて、ボナパルト派が80名、ジャコバン派が数名選ばれ、王党派は、優勢であるローヌ渓谷、フランス西部、フランス南部でもほとんど議員に選出されなかった。リュシアン・ボナパルトが議長に立候補したが、選ばれず、自由主義者のランジュイネ (Lanjuinais) が選ばれた。
6月9日、ウィーン会議は閉幕した。各国は第七次対仏大同盟を結成してナポレオンの打倒にかかった。ナポレオンはベルギーへ出撃して戦いを挑み、6月16日にリニーでプロイセン軍を撃破するが、6月18日のワーテルローの戦いでは同盟軍に決定的敗北を喫した（1815年フランス戦役）。

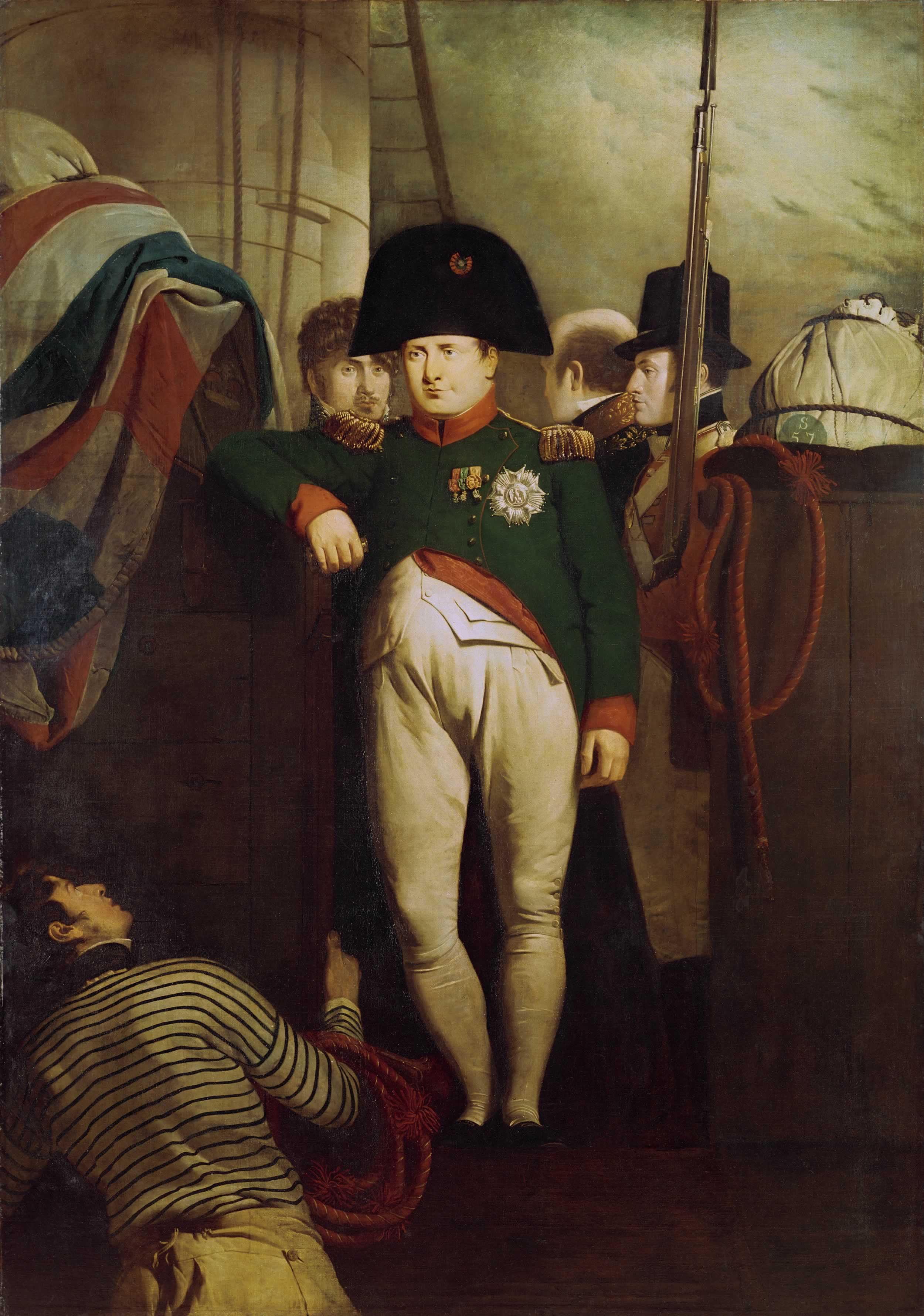
イギリスの戦艦ベレロフォンに乗船するナポレオン

6月22日、ナポレオンは再び退位した。ナポレオンはイギリスに保護を求めるが、イギリス本土への上陸を拒否され、7月31日にセントヘレナ島へ幽閉とされた。フランスではナポレオンによって後継者に指名された長男がナポレオン2世として形式的に皇帝に即位したが、7月7日に退位をせまられ、ここにフランス第一帝政は崩壊した。
7月5日、議会は新たな人権宣言を制定し、7月7日、新憲法の条文を採決した。8月15日、議会選挙が行われ、極右王党派が過半数を占めた。

## 白色テロ
フランスではルイ18世が王位に復帰したが、百日天下を経たことで王党派とボナパルティストとの溝がいっそう深まり、その後3年にわたる白色テロを引き起こすことになった。白色テロは、当初は戦争犯罪を問うものであったが、次第に逸脱していき、反勢力への弾圧へと移行していった。こうした白色テロを陰で扇動したのは、王弟アルトワ伯とルイ16世の王女マリー・テレーズであったと言われている。
6月28日、ルイ18世は、カンブレーの宣言を発し、自ら進んで簒奪者であるナポレオンに仕えた人物以外への大赦を行った。
まず、警察大臣に就任したフーシェが百日天下の協力者57名のリストを公表した。これにはカルノー、ネイ、スールト、グルーシー、カンブロンヌらが含まれていた。彼らのうちネイは処刑され（1815年12月7日）、他の多くは追放となった。ただ皮肉なことに、フーシェ自身は、国民公会議員であった際に、ルイ16世の処刑に同意したことから、王党派の追及により失脚している。
次に、王党派は即決裁判所を設置して追及の手を広げた。これにより断罪されたボナパルティストは九千名にのぼり、うち3分の1が死刑とされた。さらに、当局が黙認したことで、無頼の徒によるボナパルティストへのリンチが半公然と行われた。当局がこれらの弾圧に歯止めをかけたのは、1818年になってからだった。こうした行き過ぎは、後の七月革命（1830年）の遠因ともなった。
1815年8月2日、ブリューヌが、アヴィニョン訪問中に暗殺され、遺体はローヌ川に投げ込まれた。8月19日には、シャルル・ド・ラベドワイエールが銃殺された。12月7日、ミシェル・ネイが叛逆者として死刑を宣告され、銃殺された。

## ナポリ王ミュラの独断

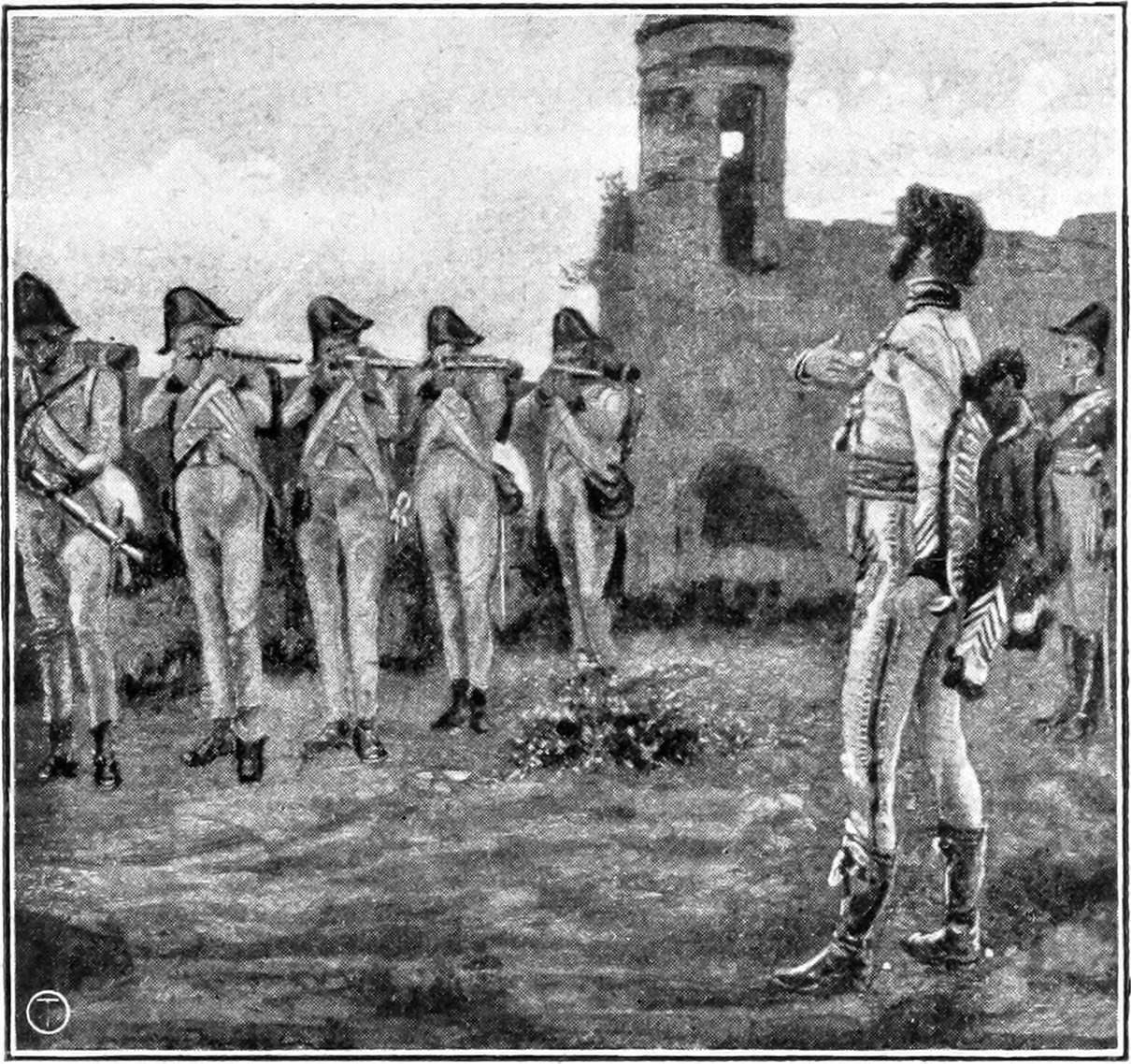
銃殺されるミュラ

ナポレオンの義弟であるジョアシャン・ミュラは、ナポレオンに王位を召し上げられることを恐れ、3月29日、オーストリアに宣戦布告し、4月4日、モデナを占領し、フィレンツェへ進軍した。しかし、4月9日、オーストリア軍の反撃に遭い、アンコーナまで退却、5月3日、トレンティーノの戦いで敗北し、5月21日、フランスへ亡命するため船出したが、ナポレオンは彼に会うことを拒絶した。コルシカ島で600人を集め、イタリア征服を目指したが、ピッツォで捕らえられ、10月13日銃殺された。